# Thrypticus tibialis
Thrypticus tibialis är en tvåvingeart som först beskrevs av Roser 1840.  Thrypticus tibialis ingår i släktet Thrypticus och familjen styltflugor.
Artens utbredningsområde är Tyskland. Inga underarter finns listade i Catalogue of Life.